# Sinagoga di Alessandria

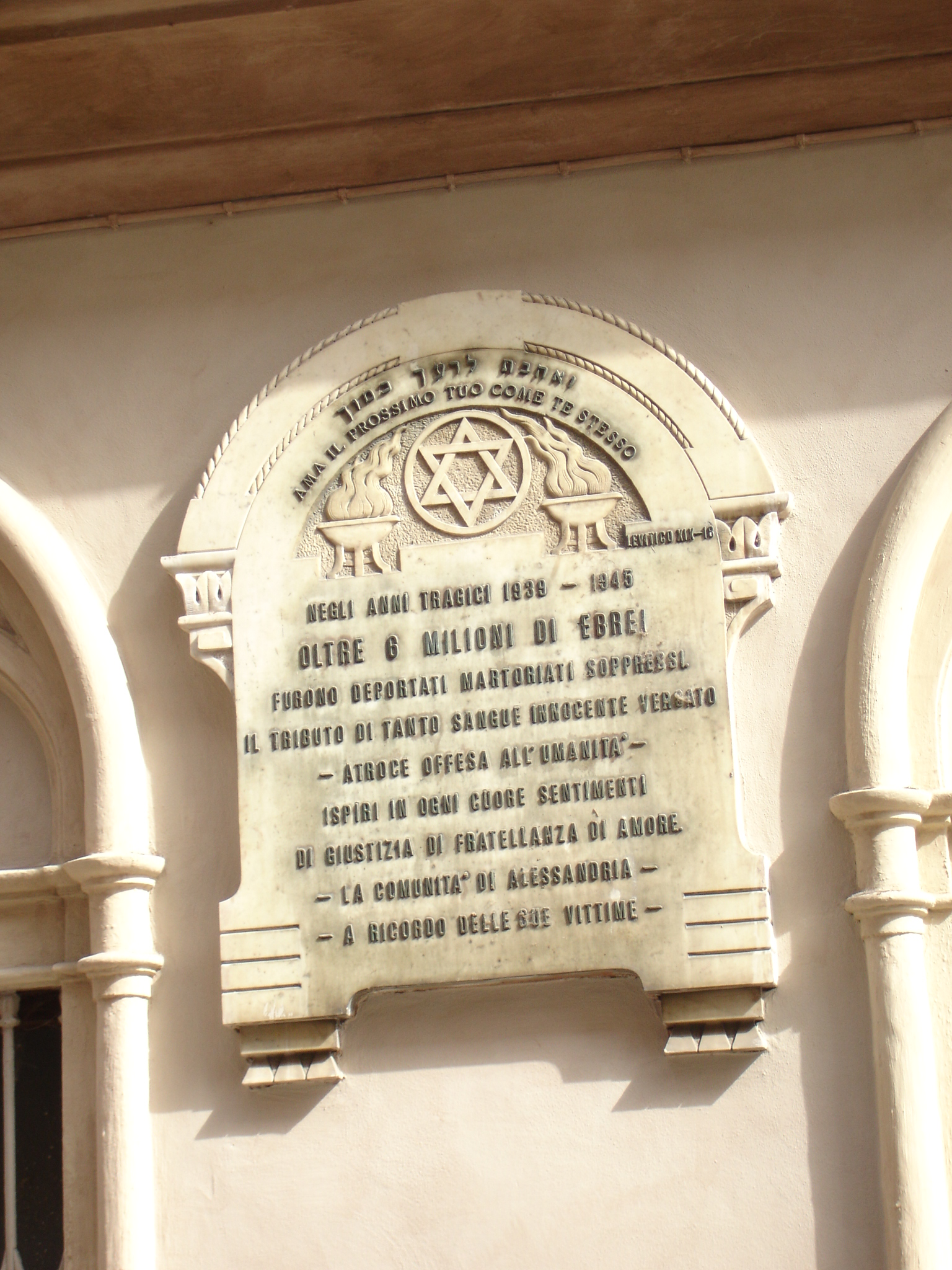
Lapide

La sinagoga di Alessandria è un esempio monumentale di sinagoga ottocentesca italiana. Si trova nel centro storico di Alessandria, in via Milano, nell'area del vecchio ghetto.

## L'edificio
La sinagoga di Alessandria fu costruita nel 1871 su progetto dell'architetto Giovanni Roveda nel clima di libertà dell'emancipazione. All'inaugurazione, con gran concorso di folla e alla presenza delle autorità cittadine, erano ad officiare il rabbino Salomone Olper e il rabbino di Torino Alessandro Foa.
Il tempio è caratterizzato da una facciata in stile neogotico con tre ordini di finestre con lesene e sagomature bianche. Sempre sulla facciata si può notare una lapide in ricordo delle vittime dell'Olocausto.
All'interno, al piano terra, si accede al tempietto invernale normalmente utilizzato per le funzioni, e - attraverso un corridoio - si raggiunge la scala che conduce all'ampia sala al primo piano, illuminata da grandi finestre a vetri policromi.
L'arca originale è andata distrutta durante i saccheggi della seconda guerra mondiale ed è stata sostituita, come anche i banchi con le sedute, da quella della sinagoga di Nizza Monferrato, smantellata nel 1937. Il matroneo, a loggiato con due ordini sovrapposti, è sulla parete d'ingresso.